# Przecław Mojecki
Przecław Mojecki herbu Brodzic (ur. ?, zm. ?) – polski ksiądz katolicki, polemista i tłumacz. Dziekan kamieniecki, beneficjant opoczyński, kanonik wolborski, protonotariusz apostolski.
Brak jest bliższych informacji o życiu Mojeckiego, nie są znane daty jego urodzenia i śmierci. Związany był z dworem biskupa kujawskiego Hieronima Rozdrażewskiego. Przypuszczalnie ukończył studia na Uniwersytecie Krakowskim, a jego nazwisko figuruje dwukrotnie (1599/1600 i 1613) w metryce nacji polskiej na Uniwersytecie Padewskim. W 1613 roku uzyskał doktorat z teologii na Uniwersytecie w Pradze. W latach 1617–1619 pełnił funkcję spowiednika w klasztorze klarysek w Starym Sączu.
Zajmował się przekładami z łaciny, tłumacząc m.in. żywot błogosławionej Kingi pióra Jana Długosza (wyd. 1617). Wspólnie ze Stanisławem Grochowskim przełożył Rytmy o zacności, dobrodziejstwach i pobożnym wzywaniu Rodzicielskiej Boskiej Dziewicy Maryi (1598). Jest także autorem antyjudaistycznego pamfletu Żydowskie okrucieństwa, mordy i zabobony (wyd. 1589, 1602, 1636).